# Georges Rohault de Fleury
Georges Rohault de Fleury (Paris, 23 décembre 1835 - Paris, 12 novembre 1904 est un archéologue et historien de l'art français.

## Formation
Georges Rohault de Fleury est né à Paris, le 23 novembre 1835. Il est le fils de Charles Rohault de Fleury (1801-1875) et le petit-fils d'Hubert Rohault de Fleury (1777-1846), tous deux architectes. Il est également le frère cadet d'Hubert Rohault de Fleury (1828–1910), peintre connu pour avoir parrainé la basilique du Sacré-Cœur à Paris.

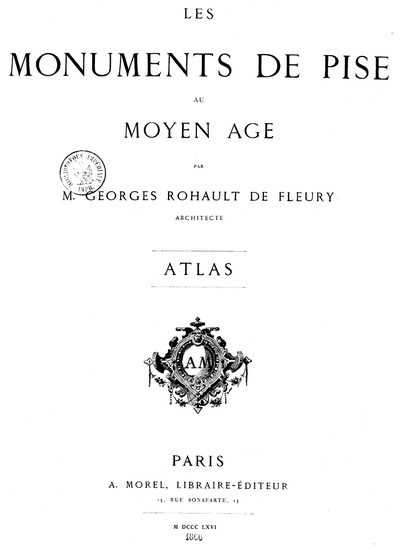
Couverture des Monuments de Pise au Moyen Âge (1866)

Enfant, il était fasciné par les dessins d'architecture que son grand-père avait rapportés de son séjour en Italie. La formation intellectuelle et artistique de Georges Rohault de Fleury se fit également par de nombreux voyages : il se rendit en Belgique en 1848, puis à Londres en 1851 pour voir la Grande Exposition et en Suisse en 1852. Admis à l'École nationale supérieure des Beaux-Arts en 1855, il s'y forme comme architecte et réalise des dessins de monuments parisiens, mais il n'exerce jamais en tant qu'architecte.
Georges Rohault de Fleury hérite également de son père et de son grand-père une foi catholique fervente. Demeuré célibataire toute sa vie, il est tertiaire de l'ordre dominicain. 

## Études archéologiques
Rohault de Fleury visite l'Italie avec son père en 1858-59, notamment Pise, Pompéi et Naples. Il publie sa première monographie importante en 1866 : Les Monuments de Pise au Moyen Âge. En 1868, puis de nouveau en 1869-1870, il effectua d'autres voyages en Italie. En 1874, il fit son dernier voyage en Italie avec son père. Il exposa aux Salons de 1863, 1864, 1867, où il remporta une médaille de 3e classe, 1870 où il remporta une médaille de 2e classe et 1874 où il remporta une médaille de 1re classe.
À partir de 1865, Rohault de Fleury aida son père dans ses études archéologiques et religieuses ; il organisa la publication de ses travaux, certains de manière posthume après le décès de Charles Rohault de Fleury en 1875. Après le décès de son père, Georges Rohault de Fleury poursuit ses recherches archéologiques et publie des écrits sur ses découvertes archéologiques et historiques tout au long de sa vie.
Contrairement à plusieurs archéologues et historiens de l'architecture de son époque (Camille Enlart…), Rohault de Fleury n'exerce aucune responsabilité dans les institutions qui se structurent alors. Il travaille de manière indépendante sur l'architecture italienne, ainsi que sur l'histoire de l'art et de l'architecture chrétiens, en particulier autour de la messe catholique et de l'architecture médiévale de l'ordre dominicain, dont il était proche. 
Il décède à Paris le 12 novembre 1904, à l'âge de 68 ans.

## Principales publications
Hors des ouvrages où il assista son père, les principales publications personnelles de Georges Rohault de Fleury furent les suivantes : 
- Encyclopédie d'architecture, 2e série, 1863–1864, « Camposanto de Pise, restauration par le peintre italien Botti », p. 303–304
- « Une visite archéologique à l'île Saint-Honorat », Revue de Cannes,‎ 1865, p. 38–44
- Les Monuments de Pise au Moyen Âge, Paris, A. Morel Libraire-éditeur, 1866 (lire en ligne), p. 66, 192
- Visite dans les catacombes de Saint-Calixte sous la conduite de M. le chevalier de Rossi, Paris, Bonaventure et Ducessois, 1866
- La Toscane au Moyen Âge. Lettres sur l'architecture civile et militaire en 1400, Paris, Vve A. Morel et Compagnie, Libraires-éditeurs, 1874 (lire en ligne), p. 394
- Le Latran au Moyen Âge, Paris, Vve A. Morel et Cie, éditeurs, 1877
- La Messe, études archéologiques sur ses monuments, vol. 1-8, Paris, Vve Morel, 1883–1889
- « Saint-André au Vatican », Nuovo Bullettino de Arch. Crist., Rome, vol. II,‎ 1896, p. 33–39
- Gallia Dominicana, Les couvents de saint Dominique au Moyen Âge, Paris, Lethielleux, 1903